# Squadra (strumento)

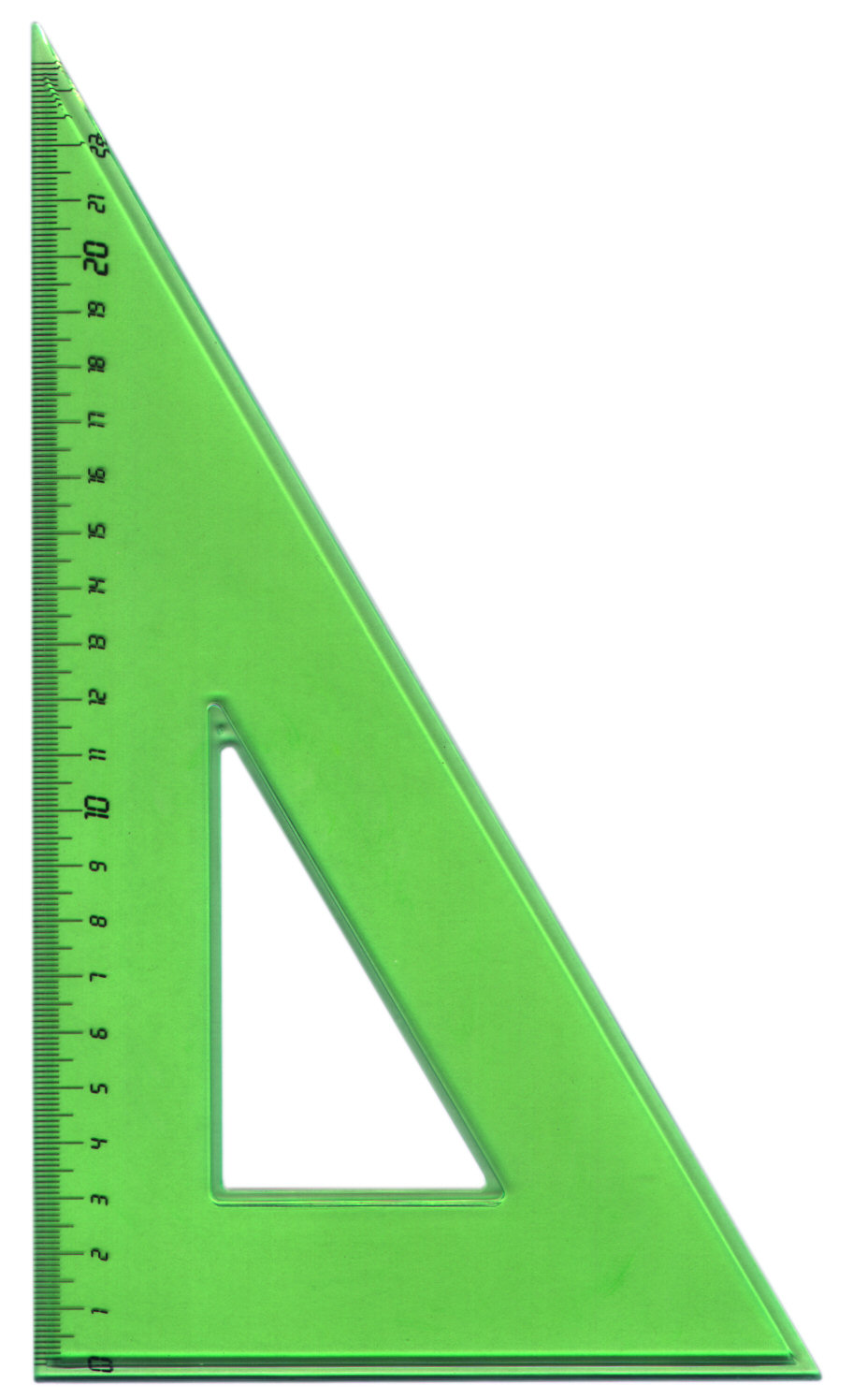
Squadra di plastica a 60°

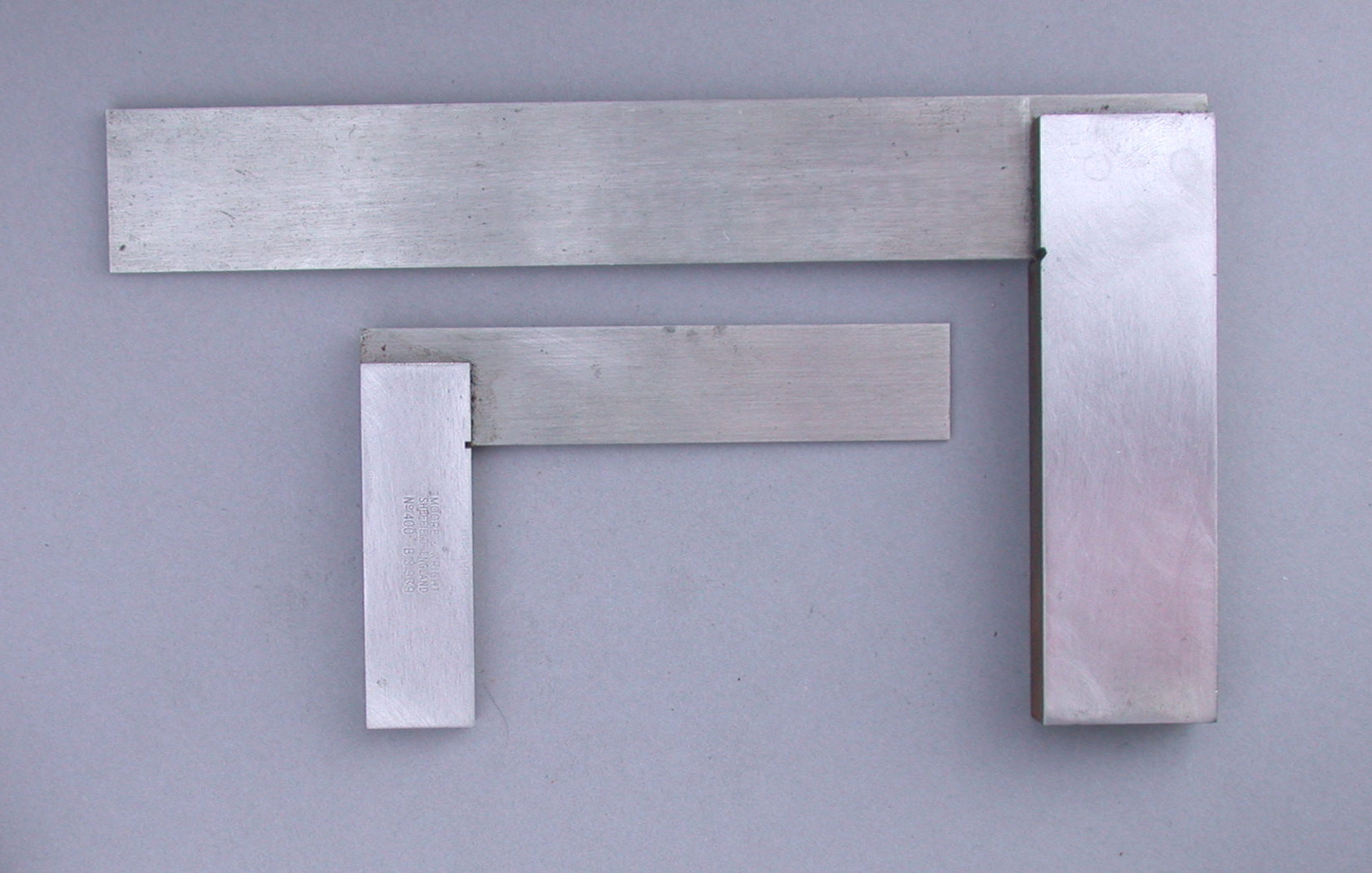
Squadre metalliche per officina meccanica

La squadra è uno strumento per disegnare, tracciare e progettare.
Ha forma di triangolo rettangolo ed esiste in due varianti:
- squadra scalena, nella quale l'ipotenusa forma con i cateti un angolo di 30° e uno di 60°;
- squadra isoscele, nella quale l'ipotenusa forma con i cateti due angoli di 45°.

È spesso utilizzata assieme alla riga per tracciare segmenti perpendicolari o incidenti secondo gli angoli di uso corrente, rette parallele, verifiche di ortogonalità, ecc.
È costruita in plastica, metallo o legno. Uno dei cateti, anche detti ali, è solitamente graduato. 
Nelle versioni per officina talvolta l'ipotenusa è assente, ed il cateto più corto è più spesso in modo da poter essere appoggiato ad un bordo come guida.